# Flagelo bacteriano

El flagelo bacteriano es un apéndice movido por un motor rotatorio. El rotor puede girar a 6.000-17.000 rpm, pero el apéndice usualmente solo alcanza 200-1000 rpm. 1-filamento, 2-espacio periplásmico, 3-codo, 4-juntura, 5-anillo L, 6-eje, 7-anillo P, 8-pared celular, 9-estátor, 10-anillo MS, 11-anillo C, 12-sistema de secreción de tipo III, 13-membrana externa, 14-membrana citoplasmática, 15-punta.

El flagelo bacteriano es una estructura filamentosa que sirve para impulsar la célula bacteriana. Tiene una estructura única, completamente diferente de los demás sistemas presentes en otros organismos, como los cilios y flagelos eucariotas, y los flagelos de las arqueas. Presenta una similitud notable con los sistemas mecánicos artificiales, pues es una compleja estructura compuesta de varios elementos (piezas) y que rota como una hélice.

## Composición y estructura
Los flagelos están compuestos por cerca de 20 proteínas, con aproximadamente otras 30 proteínas para su regulación y coordinación.

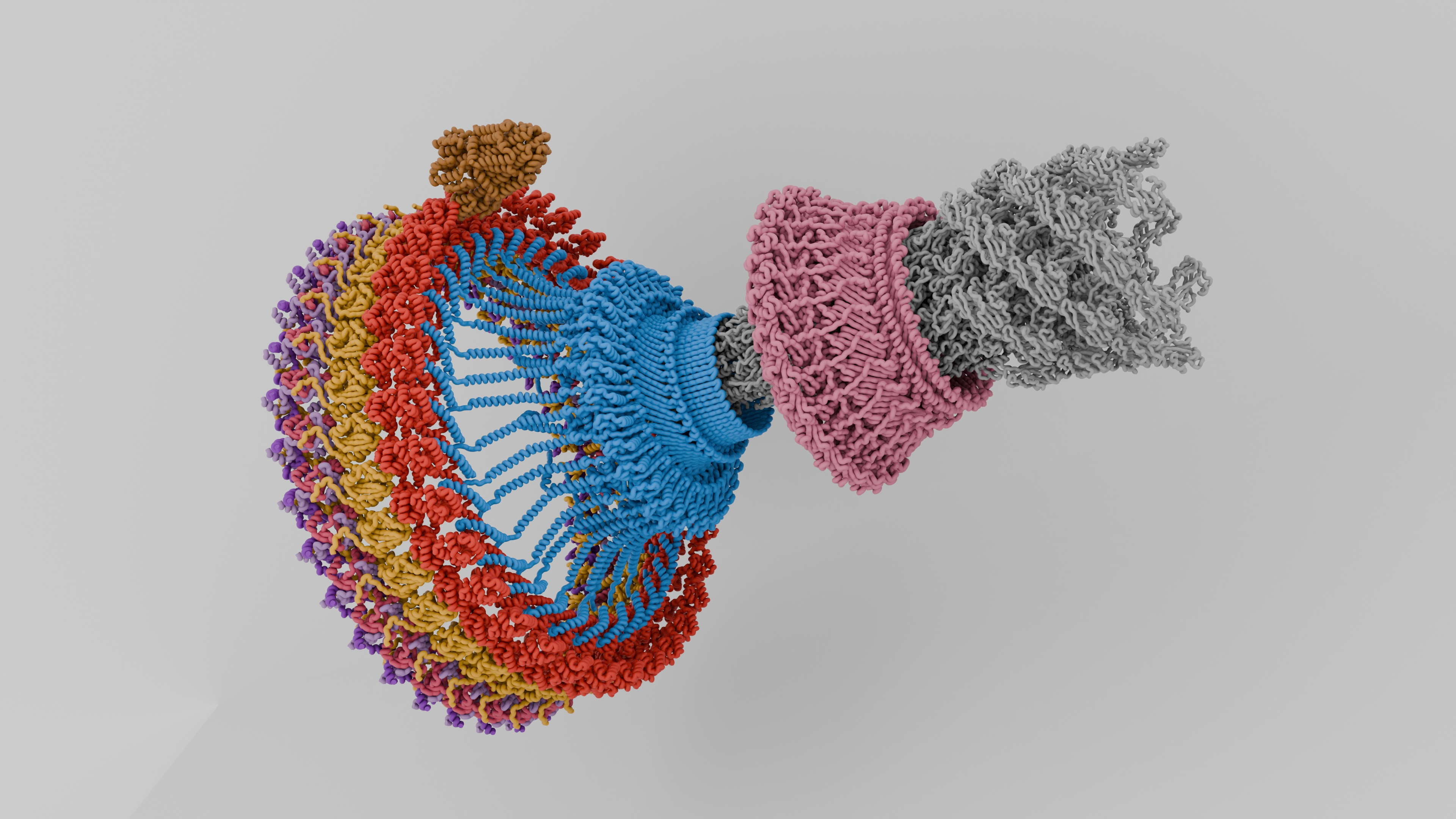
Motor flagelar bacteriano. Juntura o codo en gris.

El filamento es un tubo hueco helicoidal de 20 nm de espesor. El filamento tiene una fuerte curva justo a la salida de la membrana externa; este "codo" permite convertir el movimiento giratorio del eje en helicoidal. Un eje se extiende entre el codo y el cuerpo basal, pasando por varios anillos de proteínas en la membrana de la célula que actúan como cojinetes. Las bacterias gramnegativas tienen cuatro de estos anillos: el anillo L que se asocia con la membrana externa (lipopolisacáridos), el anillo P que se asocia con la pared celular (capa de peptidoglicano), el anillo MS que se inserta directamente en la membrana plasmática, y el anillo C que se une a la membrana plasmática. Las bacterias grampositivas solo tienen dos anillos: MS y C. El filamento termina en una punta de proteínas.
El flagelo bacteriano está impulsado por un motor rotativo compuesto por proteínas (estátor, complejo Mot), situado en el punto de anclaje del flagelo en la membrana plasmática. El motor está impulsado por la fuerza motriz de una bomba de protones, es decir, por el flujo de protones (iones de hidrógeno) a través de la membrana plasmática bacteriana. Este bombeo se produce debido al gradiente de concentración creado por el metabolismo de la célula. (En Vibrio hay dos tipos de flagelos, laterales y polares, y algunos son impulsados por una bomba de iones de sodio en lugar de la bomba de protones). El rotor puede girar a 6.000-17.000 rpm, pero el filamento por lo general solo alcanza 200-1000 rpm.
Los flagelos no giran a una velocidad constante, sino que aumentan o disminuyen su velocidad de rotación en relación con la fuerza motriz de protones. Las bacterias pueden alcanzar a través del medio líquido una velocidad de hasta 60 longitudes de célula/segundo. Aunque esto representa solo 0,00017 km/h, al comparar esta velocidad con la de organismos superiores en términos de número de longitudes del cuerpo por segundo, es extremadamente rápido. El más rápido de los animales terrestres, el guepardo, corre a una velocidad máxima de alrededor de 110 km/h, pero esto representa solo alrededor de 25 longitudes de cuerpo/segundo. Por tanto, cuando el tamaño se tiene en cuenta, las células procarióticas que nadan velocidades de 50-60 longitudes de cuerpo/segundo son en realidad mucho más rápidas que los organismos más grandes.
Los componentes del flagelo bacteriano son capaces de autoensamblaje sin ayuda de enzimas o de otros factores. Tanto el cuerpo basal como el filamento tienen un hueco central, a través del cual las proteínas del flagelo son capaces de moverse a sus respectivas posiciones. Durante el montaje, las proteínas que forman el filamento se añaden a la punta en lugar de en la base.
El flagelo bacteriano está relacionado con el complejo de poro y con el sistema de secreción de tipo III, una jeringa molecular que las bacterias utilizan para inyectar toxinas en otras células. Dadas las similitudes, se piensa que tanto el flagelo como el sistema de secreción se han originado a partir del complejo de poro. Además, el sistema de secreción de tipo III parece ser una simplificación del flagelo, pues está formado por subconjunto de componentes del flagelo.

## Disposición de los flagelos

Los diferentes tipos de disposición de los flagelos bacterianos: A-Monotrico; B-Lofotrico; C-Anfitrico; D-Peritrico.

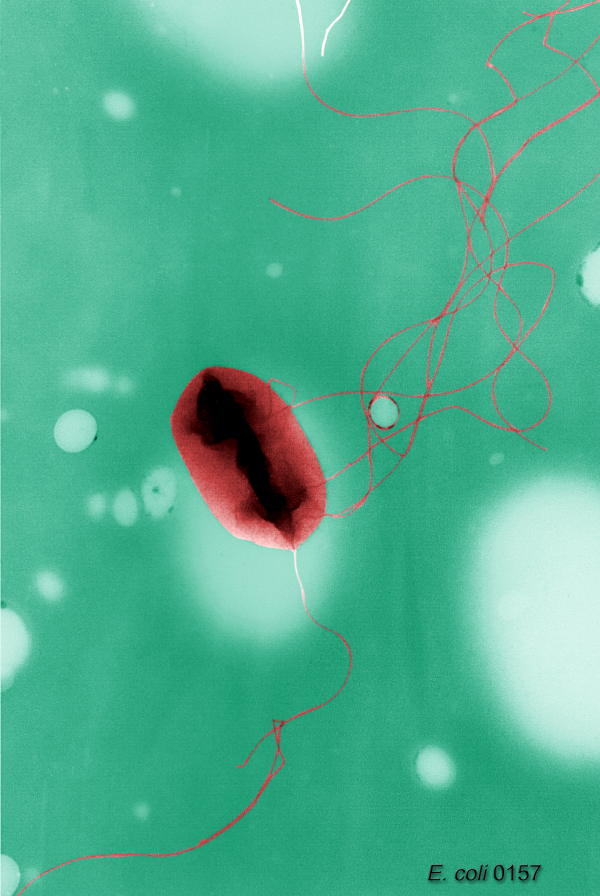
Escherichia coli, una bacteria peritrica.

Distintas especies de bacterias tienen diferente número y localización de los flagelos. Las bacterias monotricas presentan un solo flagelo (por ejemplo, Vibrio cholerae). Las bacterias lofotricas tienen múltiples flagelos situados en el mismo punto (o en dos puntos opuestos) que actúan en concierto para conducir a las bacteria en una sola dirección. En muchos casos, las bases de  los flagelos están rodeadas de una región especializada de la membrana plasmática, denominada membrana polar. Las bacterias anfitricas tienen un solo flagelo en cada uno de los dos extremos opuestos (un solo flagelo opera a la vez, permitiendo a la bacteria revertir rápidamente el movimiento cambiando el flagelo que está activo). Las bacterias peritricas tienen flagelos que se proyectan en todas las direcciones (por ejemplo, Escherichia coli).
En algunas bacterias, tales como las especies más grandes de Selenomonas, los flagelos se organizan fuera de la célula enroscándose helicoidalmente unos con otros para formar una gruesa estructura denominada fascículo. Otras bacterias como las espiroquetas tienen un tipo especializado de flagelo conocido como filamento axial situado intracelularmente en el espacio periplásmico, que produce la rotación de toda la bacteria para avanzar con un movimiento similar al de un sacacorchos.
La rotación de los flagelos monotricos polares empuja la célula hacia delante con los flagelos atrás. Periódicamente, la dirección de rotación se invierte brevemente, produciendo un viraje en la célula. Esto se traduce en la reorientación de la célula. Cuando la bacteria se desplaza en una dirección favorable el viraje es poco probable. Sin embargo, cuando la dirección del movimiento es desfavorable (por ejemplo, lejos de un producto químico atrayente), es más probable la realización de un viraje, con la posibilidad de que la célula se reoriente así en una dirección favorable.
En algunos Vibrio (en particular, Vibrio parahaemolyticus) y en las formas relacionadas de proteobacterias como Aeromonas, coexisten dos sistemas flagelares codificados por diferentes conjuntos de genes e impulsados por diferentes gradientes de iones. Los flagelos polares se suelen utilizar cuando nadan en líquidos, mientras que los flagelos laterales entran en funcionamiento cuando los primeros experimentan gran resistencia al giro y  proporcionan movilidad en fluidos viscosos o sobre superficies.